# Klingenbach (Igelsbach)
Der Klingenbach ist ein linker bzw. nördlicher Zufluss des Igelsbachs bei Absberg in den mittelfränkischen Landkreisen Roth und Weißenburg-Gunzenhausen.

## Geographie

### Verlauf
Der Klingenbach entspringt aus mehreren Quellflüssen, die nordöstlich des Ortes Igelsbach an den Hängen des Klingenbuck auf einer Höhe von 490 m ü. NN bis 469 m ü. NN entspringen, eines davon ist der sogenannte Sixtgraben, und die auf einer Höhe von 444 m ü. NN zusammenfließen. Der Zusammenfluss befindet sich dabei im Landkreis Weißenburg-Gunzenhausen, während sich zwei der drei Quellflüsse fast vollständig im Landkreis Roth befinden. Der Klingenbach fließt anschließend beständig in südliche Richtung durch das Spalter Hügelland und bildet die Grenze zwischen Offenland im Westen und einem Wald im Osten. Er fließt dabei östlich an den Ort Igelsbach vorbei. Der Klingenbach mündet am südöstlichen Ortsrand von Igelsbach nach einem Lauf von rund 550 Metern (einschließlich Quellflüsse auch fast einen Kilometer) auf einer Höhe von 425 m ü. NN  von links in den Igelsbach, der unweit östlich auch den Hopfstattgraben aufnimmt.

### Zuflüsse
- Sixtgraben[3] (links), 0,3 km[4]